# Коульман, Дитер
Дитер Коульман (нем. Dieter Koulmann; 4 декабря 1939 года, Блумберг, Нацистская Германия — 26 июля 1979 года, Блумберг, ФРГ) — западногерманский футболист, полузащитник, обладатель Кубка обладателей кубков УЕФА.

## Карьера
С 19 лет играл за «Блумберг» из одноимённого городка, который выступал в Фербандслиге «Шварцвальд-Бадензее». Выступал за него до 1961 года. Сезон 1961/61 провёл в клубе Первой любительской лиге «Швеннинген», а перед сезоном 1963/64 перешёл в клуб Региональной лиги «Юг» «Бавария». Дебютировал 25 августа 1963 года в против «Гессен-Кассель», выйдя в стартовом составе и забив гол. Перешедший из «Кёльна» Златко Чайковский собрал сильный состав вместе с Коульманом, с которым через два сезона смог вывести команду в Бундеслигу. В сезоне 1964/65 полузащитник отметился 10 голами. Дебютировал в высшем дивизионе 14 августа в домашнем дерби против «Мюнхен 1860». В домашнем матче второго тура сезона 1965/66 отдал пас на гол Райнера Ольхаузера в ворота «Айнтрахта», который стал первым голом баварцев в Бундеслиге. В том же году он завоевал свой первый трофей, обыграв в финале Кубка Германии «Дуйсбург».
На следующий год повторил успех, а также взял первый еврокубок в истории клуба — 31 мая 1967 года в финале Кубка обладателей кубков был обыгран шотландский «Рейнджерс». На пути к трофею забил гол в ворота «Шемрок Роверс» в выездной игре на стадии 1/16 финала, принеся своей команде ничью. 3 декабря 1967 года он был награжден Серебряным лавровым листом за победу в турнире.
В 1968 году Чайковского уволили, вместо него пришёл Бранко Зебец, который не ставил ставку на Коулмана, из-за чего он перед сезоном 1968/69 перешёл в другой клуб Бундеслиги «Кикерс Оффенбах». Дебютировал 17 августа в матче против «Кёльна», заменив на 70-й минуте Ганса-Юргена Оленшлагера. Первыми голами отметился 7 декабря, оформив дубль с пенальти в ворота дортмундской «Боруссии». Сезон 1969/70 провёл в «Дуйсбурге», сыграл только два матча. В 1970 году перешёл в клуб Любительской лиги «Южный Баден» «Зинген 04», за который выступал до 1972 года. Тогда перешёл в «Констанц», но в 1974 вернулся в «Зинген 04», где и завершил карьеру в 1975 году.

## Личная жизнь
Коулман был алкоголиком. После завершения карьеры работал разнорабочим на ткацкой фабрике в Блумберге. Умер 26 июля 1979 года в доме своего детства в Блумберге в возрасте 39 лет. Его трагическая судьба была описана автором Герхардом Цанером в пьесе «10 Plus. Kette und Schuss», премьера которой состоялась в Констанце в 2019 году.

## Достижения
«Бавария»
- Обладатель Кубка ФРГ (2): 1965/66, 1966/67
- Обладатель Кубка обладателей кубков УЕФА: 1966/67
- Победитель Региональной лиги: 1964/65

Индивидуальные
- Кавалер Серебряного лаврового листа: 1967